# Grand Prix de Wallonie 2005
Il Grand Prix de Wallonie 2005, quarantaseiesima edizione della corsa, valido come evento dell'UCI Europe Tour 2005 categoria 1.1, si svolse il 14 settembre 2005 per un percorso di 193,1 km. Fu vinto dal belga Nick Nuyens, che giunse al traguardo in 4h 24' 24" alla media di 43,81 km/h.
Furono 116 i ciclisti che portarono a termine la competizione.

## Ordine d'arrivo (Top 10)
| Pos. | Corridore         | Squadra         | Tempo    |
| ---- | ----------------- | --------------- | -------- |
| 1    | Nick Nuyens       | Quick Step      | 4h24'24" |
| 2    | Björn Leukemans   | Davitamon       | s.t.     |
| 3    | Igor Abakoumov    | Jartazi         | s.t.     |
| 4    | Kurt Asle Arvesen | CSC             | s.t.     |
| 5    | Sergej Lagutin    | Landbouwkrediet | s.t.     |
| 6    | Christophe Rinero | RAGT Semences   | s.t.     |
| 7    | Andy Schleck      | CSC             | s.t.     |
| 8    | Yon Bru           | Kaiku           | a 3"     |
| 9    | John Gadret       | Jartazi         | a 5"     |
| 10   | Tom Boonen        | Quick Step      | a 12"    |